# Особняк Цветкова
Особня́к Цветко́ва — дом мецената и коллекционера Ивана Цветкова на Пречистенской набережной, построенный для размещения частного собрания живописи и графики. Архитекторами проекта выступили Борис Шнауберт и Василий Башкиров, художественное оформление здания выполнено по эскизам Виктора Васнецова.
В 1909 году особняк был передан в дар городу Москве, и после смерти Цветкова в стенах дома разместилась картинная галерея. Во время Второй мировой войны в здании располагался штаб военной миссии авиационного полка «Нормандия — Неман», а позднее — личная резиденция военного атташе Франции. В 2019—2020 гг. здание служило резиденцией посла Федеративной Республики Бразилии в России и Узбекистане.
Объект культурного наследия федерального значения, находится в ведении Главного управления по обслуживанию дипломатического корпуса МИД России (ГлавУпДК).

## История

### Строительство
Будучи известным коллекционером отечественной графики и живописи, Иван Цветков задумал строительство дома в русском стиле. Осенью 1898 года он приобрёл незастроенный участок на Пречистенской набережной за 14 тысяч рублей. Ранее на этом месте складировала древесину фирма «Август Тонет», занимавшаяся производством венской мебели.
Цветков самостоятельно изучил особенности древнерусского зодчества и посетил архитектурные памятники Москвы, Ярославля и Ростова. Он продумал расположение комнат в особняке так, чтобы освещение и планировка соответствовали картинной галерее. Работы по проектированию и художественному оформлению меценат поручил Виктору Васнецову, который задумал возвести здание в духе боярских палат. Живописец дважды заказывал маленькие макеты дома из дерева для наглядной демонстрации эскизов. Он принимал активное участие в отделочных работах.
Внешний же вид, все четыре фасада сделаны по рисункам и указаниям В. М. Васнецова, по его же рисункам и указаниям сделаны все украшения дома, как изразцами, так и раскраской.Иван Цветков
За техническую часть строительства отвечали Борис Шнауберт и Василий Башкиров. Они возвели особняк на 24 каменных столбах, соединённых арками. По некоторым данным, изначально Цветков обратился к популярному архитектору Льву Кекушеву. Его задумка не понравилась заказчику, однако именно он подавал чертежи в городскую управу, поэтому отдельные историки полагают, что Кекушев также выступал инженером проекта.
Строительные работы были окончены в 1901 году и обошлись хозяину дома в 96 тысяч рублей. Здание состояло из двенадцати комнат и нижнего полуподвального этажа, отделённого несгораемым сводом. Входя в особняк, посетитель попадал в вестибюль, где начинался осмотр собрания Цветкова. Живописец Василий Переплётчиков так описывал галерею:
Передняя сплошь завешана картинами русских художников. Их уже вешать некуда. Висят они и над вешалкой, и под окнами... В зале тоже картины, всюду и везде, в гостиной тоже. Горят лампы. Цветков одинокий, но благодаря картинам в квартире тепло и уютно. Чувствуется, что она согрета чем-то хорошим.
Декор особняка Цветкова выполнен по всем канонам московского зодчества второй половины XVII века. Сложный объём кровли, нависающей над постройкой, придаёт зданию сходство с древнерусскими хоромами. Фронтоны и карнизы дома украшены изразцовой мозаикой. Жена Ильи Репина Наталья Нордман-Северова так описывала посещение частной галереи:
Подъезжаем к прелестнейшему особняку, выстроенному по рисунку Васнецова. Спокойные, гармоничные пропорции, славный древнерусский стиль, украшения и фризы майоликовые.
Интерьеры были полностью продуманы Виктором Васнецовым. Художник оформил комнаты резными деревянными скамьями и сундуками, а потолок — массивными люстрами, точно копирующими церковные паникадила времён Ивана IV. Но главным украшением стала сама коллекция графики и живописи Ивана Цветкова: над парадной лестницей висело большое полотно Василия Перова «Ловля рыбы бреднем», а в залах вдоль стен были установлены стеклянные витрины с акварельными эскизами и набросками.
Особняк Цветкова посещали видные деятели своего времени, среди которых Пётр Николаевич Перцов, Яков Минченков, Илья Репин с женой Натальей Нордман-Северовой и другие. Однажды во время визита в Москву Николай II также изъявил желание увидеть галерею коллекционера. По свидетельству самого Цветкова особенно императора привлекала работа Репина «Сходка», изображавшая подготовку покушения на Александра II.

### Галерея имени Цветкова
Предпочтение коллекционер отдавал отечественным живописцам или иностранным художникам, долго жившим и работавшим в России. Исследователи считают, что в первые годы своего увлечения он находился под влиянием вкусов Павла Третьякова, поэтому акцентировал внимание на работах передвижников. Но позднее увлёкся более ранними авторами конца XVIII — начала XIX веков, творения которых и составили лучшую часть его собрания.
Коллекция отличалась обилием набросков и акварельных рисунков. В конце XIX века собиратели не уделяли отдельного внимания эскизам, поэтому подборка Цветкова быстро стала богатейшей в стране. В его частной галерее были представлены работы Василия Тропинина, Владимира Боровиковского, Ивана Крамского, Василия Сурикова, Карла Брюллова, Павла Федотова, Максима Воробьёва, Ильи Репина, Виктора Васнецова и других.
В 1909 году коллекционер передал собрание живописи и особняк в дар городу. Он оставил за собой право проживать в доме и перестраивать его при необходимости, а также возможность пополнять коллекцию по своему усмотрению. В 1915-м музей насчитывал 1819 объектов хранения, среди них 1373 эскизов, 36 скульптур и 450 живописных полотен.
После смерти Цветкова в августе 1917 года особняк отремонтировали и окончательно реорганизовали под музей. В этот период в галерее были выставлены картины передвижников, полотна живописцев XVIII — начала XIX веков и антикварная мебель. Однако бо́льшая часть собрания находилась в музейном архиве, подборки эскизов демонстрировались только на тематических биеннале. Один из залов был отведён для проведения временных выставок молодых скульпторов и художников: Петра Львова, Льва Бруни, Владимира Лебедева, Николая Тырсы, Николая Купреянова и других.
В 1925-м особняк стал филиалом Государственной Третьяковской галереи и получил статус отдела рисунков, но через год его упразднили. Около ста картин и полное собрание акварельных набросков отошли в ведомство художественной галереи, а оставшуюся часть коллекции распределили по региональным музеям. В 1927—1929 годах в доме располагался музей Восточных культур.
В 1930-х здание перестроили под общежитие Наркомата просвещения. Некоторое время в нём жил и работал инженер Василий Никифорович Авдеев, который разрабатывал проект водохранилища на Воробьёвых горах как альтернативу строительства Канала имени Москвы.
Во время Второй мировой войны между странами Антигитлеровской коалиции было достигнуто соглашение, согласно которому на территории Советского Союза должен был разместиться французский авиационный полк «Нормандия — Неман». И в марте 1942 года особняк Цветкова был выделен для организации военной миссии под руководством генерала Эрнеста Пети, прибывшего в Москву. В 1956-м в память о заслугах лётчиков на стене дома была установлена мемориальная табличка.

## Современность
После войны дом перешёл в ведомство Главного управления дипломатическим корпусом МИД России, но сохранил статус личной резиденции военного атташе Франции. В вестибюле была организована экспозиция, посвящённая деятельности авиационного полка «Нормандия — Неман». В 1995 году на стене особняка открыли мемориальную табличку, увековечившую первого хозяина галереи — Ивана Цветкова. В 2016-м проводились масштабные реставрационные работы, во время которых было обновлено кровельное полотно, восстановлены лицевая сторона кирпичной кладки, цветовое оформление наличников и люкарнов, а также воссозданы утраченные изразцовые элементы. Особняк включён в список объектов, участвующих в «Днях культурного наследия», и раз в год открыт для посещения.